# The Daily Mirror
Pour les articles homonymes, voir Mirror.
Ne doit pas être confondu avec The Daily Mirror (Australie) ou Daily Mirror (Sri Lanka).
The Daily Mirror est un quotidien britannique, classé dans la catégorie tabloïd, lancé en 1903 par Alfred Harmsworth. Premier journal de l'histoire de la presse à être exclusivement illustré par des photos, il lance en 1915 un supplément dominical qui deviendra le Sunday Mirror.
Le Daily Mirror est en 2022 une des 5 publications papiers les plus vendues du Royaume-Uni, derrière le Daily Mail et devant le Daily Express. Il appartient au groupe Reach.

## Histoire du titre

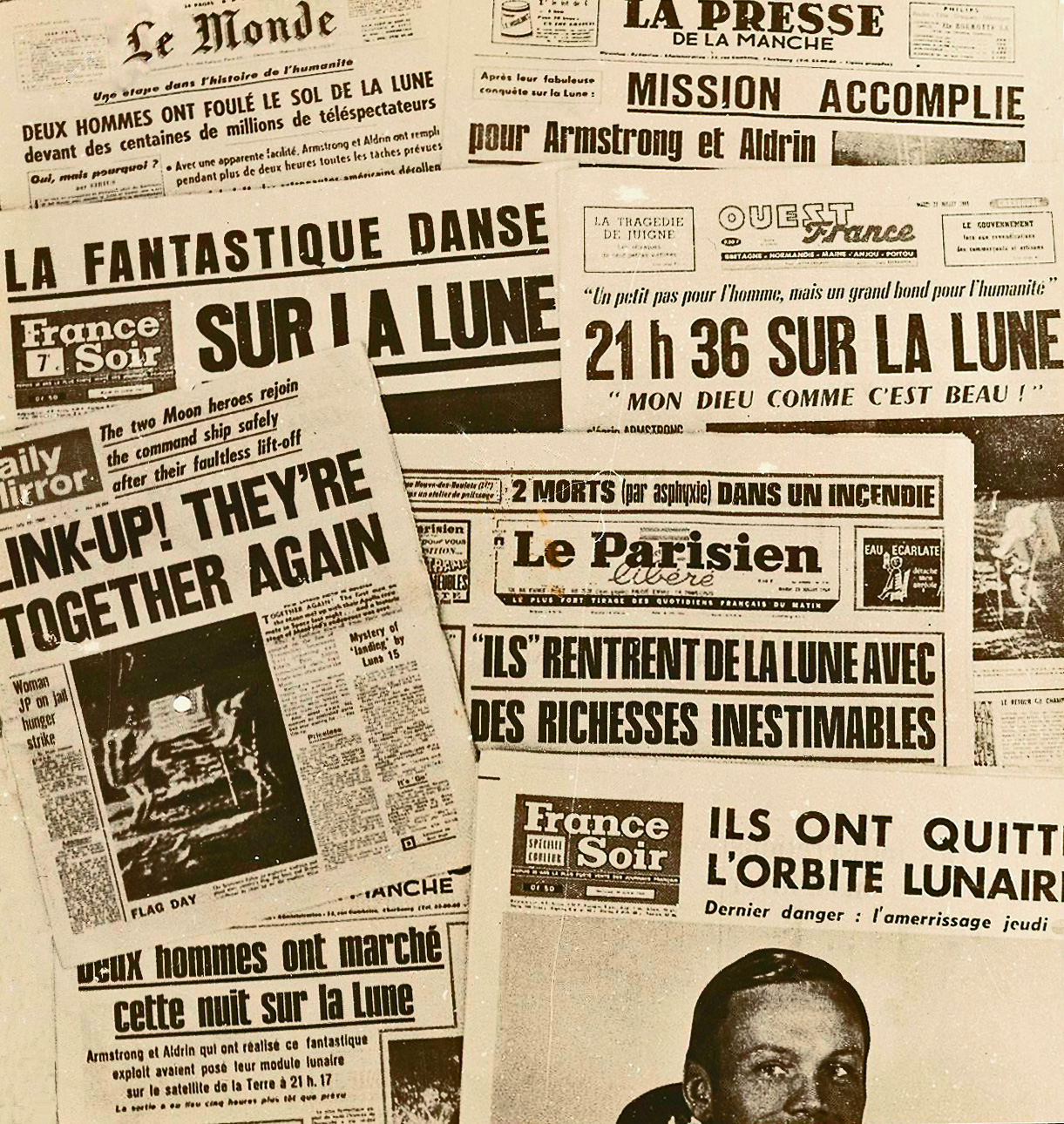
"Premier homme sur la Lune" à la Une du Daily Mirror

Créateur en 1896 du premier tabloïd, le Daily Mail, Alfred Harmsworth fonde The Daily Mirror, un quotidien destiné principalement aux femmes. Ne rencontrant pas le succès escompté, il a rapidement changé de cible, tout en ayant ajouté à ses pages, dès 1904, des photographies (au lieu de dessins gravés), ce qui améliora considérablement les ventes. En 1914, Alfred Harmsworth, désormais propriétaire du célèbre quotidien The Times, cède le journal à son frère Harold Harmsworth, fait depuis peu vicomte Rothermere (et appelé par la suite « Lord Rothermere »).
Rothermere s'associe à la famille Reed, et le journal devient en 1914, le plus gros tirage mondial. Le journal passe ensuite dans le groupe International Publishing Corporation qui fusionne en 1970 avec Reed pour former Reed International.
En 1984, le quotidien est racheté par Robert Maxwell. Il appartient depuis 1999 au groupe de presse Trinity Mirror, propriétaire des Sunday People, Daily Record, Daily Star et de 240 journaux régionaux.
Pendant les années 1990, le journal a été accusé de vouloir bêtifier ses articles dans une tentative, peu concluante d'ailleurs, de prendre des lecteurs au Sun de Rupert Murdoch. En 2002 le journal retrouve son nom d'origine Daily Mirror modifié en The Mirror en 1997 et change temporairement la couleur de son logo, qui passe du rouge au noir pour se dissocier des tabloïds à sensations. Le quotidien est apprécié par une majorité de lecteurs ayant des idées politiques proches du Labour Party (le Parti travailliste). Il s'efforce depuis quelques années de faire une moindre place aux scandales pour se concentrer sur des sujets plus sérieux.
Le Daily Mirror est l'un de trois journaux nationaux britanniques au Royaume-Uni à avoir été hostile à l'invasion de l'Irak en 2003, bien que les travaillistes soient au pouvoir à l'époque. En mai 2004, la publication de fausses photographies, censées montrer des soldats britanniques exerçant des sévices contre des prisonniers irakiens entraîne la démission de son rédacteur en chef Piers Morgan le 14 mai 2004. Le poste est aujourd'hui tenu par Richard Wallace.
Le tirage du Daily Mirror est en baisse. En octobre 2004, il compte 1,7 million de lecteurs. Le lectorat est de 5 millions en 1964 et atteint même le chiffre de 7 millions le jour du couronnement de la reine Elizabeth le 2 juin 1953.

## Ligne éditoriale
Ce journal est considéré comme de centre-gauche. Il soutient le Parti travailliste depuis 1945,.

## Sunday Mirror
Le Sunday Mirror est l'édition du dimanche du Daily Mirror. Il est diffusé pour la première fois en 1915 sous le nom de Sunday Pictorial et prend le nom de Sunday Mirror en 1963. Son tirage s'élève à 1 126 053 exemplaires en septembre 2010. Il est dirigé par Tina Weaver.